# Wonderland Tour (gira de Eme 15)
Wonderland Tour es el nombre de la segunda gira de conciertos de la agrupación mexicano-argentina, Eme 15. Como parte de la promoción de su trabajo discográfico homónimo, desprendido de la exitosa telenovela juvenil Miss XV de Nickelodeon Latinoamérica y Canal 5. La gira fue anunciada por la misma banda luego de que el grupo finalizara la gira promocional del disco en México, Colombia y Argentina. Según el productor de la serie, Pedro Damián se prevé que la gira se extienda hacia otros países de Latinoamérica, Estados Unidos, y posiblemente en Europa, Asia; África y Oceanía.

## Presentaciones
| Fecha                    | Ciudad           | País      | Lugar                                     | Shows     |
| ------------------------ | ---------------- | --------- | ----------------------------------------- | --------- |
| 11 de noviembre de 2012  | Guadalajara      | México    | Auditorio Telmex                          | 1         |
| 25 de noviembre de 2012  | Ciudad de México | México    | Auditorio Nacional                        | 2         |
| 1 de diciembre de 2012   | Villahermosa     | México    | Teatro al Aire Libre                      | 1         |
| 2 de diciembre de 2012   | Monterrey        | México    | Auditorio Banamex                         | 1         |
| 16 de diciembre de 2012  | Tampico          | México    | Expo Tampico                              | 1         |
| 5 de enero de 2013       | Acapulco         | México    | Mega Feria Imperial                       | 1         |
| 17 de enero de 2013      | Pachuca          | México    | Auditorio Gota de Plata                   | 1         |
| 27 de enero de 2013      | Ciudad de México | México    | Auditorio Nacional                        | 2         |
| 3 de febrero de 2013     | Aguascalientes   | México    | Teatro Aguascalientes                     | 1         |
| 6 de febrero de 2013     | Veracruz         | México    | Auditorio Benito Juárez                   | 1         |
| 8 de febrero de 2013     | San Luis Potosí  | México    | Auditorio Domo                            | 1         |
| 9 de febrero de 2013     | Querétaro        | México    | Auditorio Josefa Ortiz de Domínguez       | 1         |
| 16 de febrero de 2013    | Puebla           | México    | Auditorio Complejo Cultural Universitario | 1         |
| 17 de febrero de 2013    | Celaya           | México    | Auditorio Tres Guerras                    | 1         |
| 24 de febrero de 2013    | Monterrey        | México    | Auditorio Banamex                         | 1         |
| 2 de marzo de 2013       | Cuernavaca       | México    | Auditorio Teopanzolco                     | 1         |
| 15 de marzo de 2013      | Torreón          | México    | Coliseo Centenario                        | 1         |
| 16 de marzo de 2013      | Durango          | México    | Velaria de la Feria                       | Cancelado |
| 20 de abril de 2013      | León             | México    | El Domo de la Feria                       | 1         |
| 28 de abril de 2013      | Buenos Aires     | Argentina | Teatro Gran Rex                           | 1         |
| 6 de septiembre de 2013  | Mérida           | México    | Centro de Convenciones Siglo XXI          | 1         |
| 26 de septiembre de 2013 | Puebla           | México    | Auditorio Complejo Cultural Universitario | 1         |
| 16 de noviembre de 2013  | Ciudad Victoria  | México    | Teatro del Pueblo del Recinto Ferial      | 1         |
| 8 de diciembre de 2013   | Ciudad de México | México    | Pepsi Center WTC                          | 1         |
| 5 de enero de 2014       | Acapulco         | México    | Mega Feria Imperial                       | 1         |